# Bleihütte Münsterbusch
Die Bleihütte Münsterbusch oder auch Blei- und Silberhütte Münsterbusch war eine im Jahre 1846 von der Société Anonyme de Bleyberg ès Montzen gegründete und von 1848 bis zu ihrem Betriebsende 1916 von der Stolberger Gesellschaft betriebene Silber- und Bleihütte in Münsterbusch bei Büsbach im damaligen Landkreis Aachen. Sie befand sich gegenüber vom Zinkhütter Hof. Die Schließung erfolgte kriegsbedingt aufgrund von Wegfall von Brennenergie und von Importerzen sowie  Arbeitskräftemangel. Mit der Eingemeindung Büsbachs im Jahre 1935 kam das Gelände an  die Stadt Stolberg (Rhld.) (heute Städteregion Aachen).